# Lișteava
Lișteava – wieś w Rumunii, w okręgu Dolj, w gminie Ostroveni. W 2011 roku liczyła 1558 mieszkańców.